# Leucetta microrhaphis
Leucetta microrhaphis är en svampdjursart som beskrevs av Ernst Haeckel 1872. Leucetta microrhaphis ingår i släktet Leucetta och familjen Leucettidae. Inga underarter finns listade i Catalogue of Life.